# The Go-Go’s
The Go-Go’s – amerykańska grupa żeńska, powstała w 1978 roku, w Kalifornii, USA, tworząca muzykę pop/punk rock.
Największe przeboje dziewcząt to Head Over Heels, Vacation, Our Lips Are Sealed czy We Got the Beat. W 1984 roku Belinda Carlisle opuściła zespół i każda z dziewczyn rozpoczęła karierę solową. W 1994 roku doszło do reaktywacji zespołu, ale grupa nie istniała zbyt długo. Ponownie każda z dziewczyn zajęła się solową karierą.
W 2021 zespół został wprowadzony do Rock and Roll Hall of Fame.

## Skład zespołu
- Charlotte Caffey
- Belinda Carlisle
- Gina Schock
- Kathy Valentine
- Jane Wiedlin

## Dyskografia
- 1981: Beauty And The Beat
- 1982: Vacation
- 1984: Talk Show
- 1990: Go-Go’s Greatest
- 1994: Return to the Valley of the Go-Go’s
- 2000: VH-1 Behind the Music: Go-Go’s Collection
- 2001: God Bless the Go-Go’s